# Kojo
Timo Kojo ( Helsínquia, 9 de maio  de 1953) é um cantor pop rock finlandês. Iniciou a sua carreira musical em 1977 com a publicação do seu primeiro álbum Madame George: what´s happening". Em 1982 representou o seu país interpretando uma canção tipo rock Nuku pommiin (Bombas fora!), que contestava a corrida ao armamento nuclear por parte das superpotências da época (URSS e Estados Unidos da América) e o perigo de uma guerra nuclear na Europa.
A canção tinha música de Jim Pembroke e letra de Juice Leskinens. Apesar da mensagem pacifista, a canção não conquistou qualquer ponto: 0 pontos. Apesar disso, Kojo continuou a sua carreira musical no seu país  natal.

## Discografia
- Madame George: What's happening (1977)
- So Mean (1979)
- Lucky Street (1980)
- Go All the Way (1981)
- Hitparade (1982)
- Nuku pommiin ou Bomb Out 1982)
- Time Won't Wait (1983)
- Bee tai bop (1985)
- Rommia sateessa (1986)
- Kaksi alkuperäistä: So Mean / Lucky Street (1990) (+)
- Pyöri maa pyöri kuu (1990)
- Kojo and the Great Boogie Band (1993)
- Suloinen Maria (1997)
- 20 suosikkia – So Mean (1998)